# ブギー・ロック
ブギー・ロック（英: Boogie rock）は、1960年代後半に発展したブルースロックの音楽スタイルのひとつ。その重要な特徴は、グルーヴを強調する反復的なドライビング・リズムにある。1920年代から1940年代にかけて人気があり、初期のロックンロールやロカビリーの曲の多くに取り入れられたピアノ主体のブギウギとは異なる。
1948年、アメリカのブルース・アーティストであるジョン・リー・フッカーは、初期のミシシッピ北部のヒル・カントリー・ブルースから派生したアーバン・エレクトリック・ブルースの曲「Boogie Chillen'」を録音した。音楽学者のロバート・パーマーは、「フッカーはピアノのブギをコピーしていたのではない。彼は他のもの…ビートよりもわずかに前にアクセントのあるロックな1コードのオスティナートを演奏していた。」と述べた。対照的に、アーサー・"ギター・ブギ"・スミスの有名な1945年のインストゥルメンタル曲「Guitar Boogie」、後に「Hillbilly boogie」と呼ばれるものは、かつてのスタイルに基づいていた。
フッカーのギターによる「繰り返されるモノコード・リフ」は、アメリカのロック・バンド、キャンド・ヒートの「Fried Hockey Boogie」に取り入れられた。アルバム『ブギー・ウィズ・キャンド・ヒート』の収録曲として1968年にリリースされた。他のアーティストもすぐに続き、ノーマン・グリーンバウムの「スピリット・イン・ザ・スカイ」（1969年、アルバム『スピリット・イン・ザ・スカイ』収録）と、ZZトップの「ラ・グランジェ」（1973年、アルバム『トレス・オンブレス』収録）が、このスタイルでより人気のある2曲となった。
マルコム・ヤングは、AC/DCへの影響について、次のように説明している。
パブ・シーンでは…「ブギーをやれ! ブギーをやれ!」みたいな感じだった。だからみんなブギーを演奏していたんだ… 我々は昔からキャンド・ヒートが好きだったから、当時は彼らの曲をジャムっていたし、ブギーを自分たちの楽曲に取り入れていたんだ。